# 4-я армия (Османская империя)
Эта статья о 4-й армии Османской империи, см. также 4-я армия
4-я армия (тур. 4. Ordu) — воинское формирование армии Османской империи. Во время Первой мировой войны вынесла на себе всю тяжесть боёв на Синайско-Палестинском фронте.
В начале войны турецкое командование планировало в максимально короткие сроки форсировать Суэцкий канал и вернуть Египет в состав Османской империи, поэтому в официальных документах 4-ю армию нередко именовали «Армией освобождения Египта». В то время она включала в свой состав 7 дивизий и несколько отдельных полков, общей численностью более 60 тысяч солдат и офицеров.
После высадки Союзников в Дарданеллах туда были спешно переброшены 8-я, 10-я и 25-я дивизии 4-й армии, затем ещё одна дивизия была отправлена в Месопотамию в район Багдада, а другая — в Битлис. Оставшиеся две дивизии были вынуждены отказаться от активных действий.
В ноябре 1917 года османское командование произвело полную реорганизацию войск на синайско-палестинском фронте. На основе 4-й армии, а также частей, находящихся на территории Сирии, Иордании и Аравии, были созданы группа войск «Йылдырым» (действующая на Синайском фронте), и группа войск Сирии и Западной Аравии. Группа «Йылдырым» состояла из 4-й, 7-й и 8-й армий. На 25 февраля 1918 года в состав 4-й армии входили:
- 2-й корпус (командир — Шевкет-бей) в составе 1-го сводного отряда и мелких частей
- 7-й корпус (командир — Ахмед Тефвик-паша) в составе 39-й и 40-й пехотных дивизий
- 8-й корпус (командир — Али Фуад-бей) в составе 48-й пехотной дивизии и 2-й кавалерийской бригады
- 23-й корпус (командир — Мухиддин-паша) в составе 20-й пехотной дивизии

В сентябре 1918 года армия была полностью разгромлена в ходе британского наступления после сражения при Мегиддо и перестала существовать.

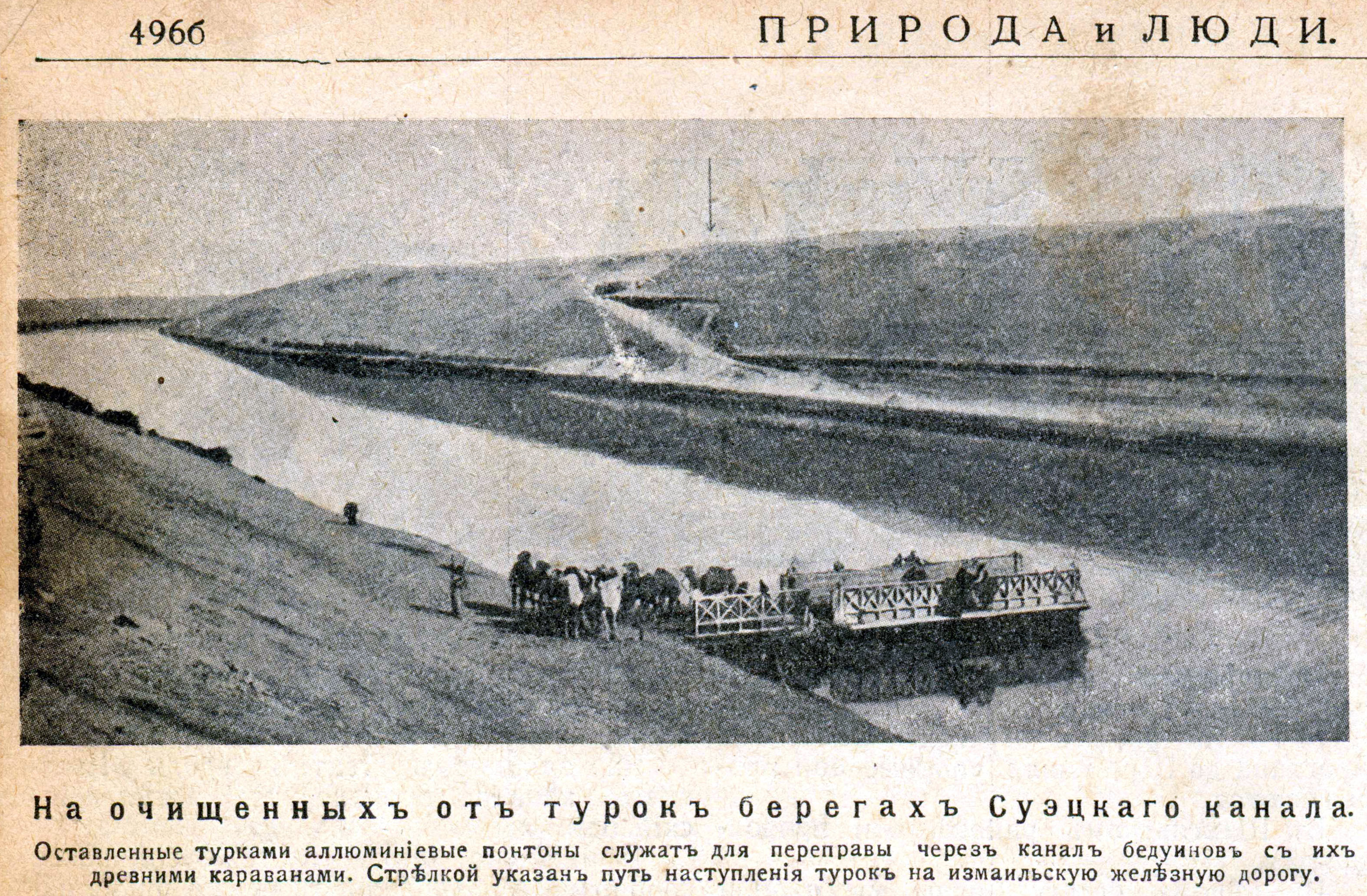
Алюминиевые понтоны турецкой 4-й армии на Суэцком канале в 1915 году